# موريستاون
موريستاون (بالإنجليزية: Morristown, Tennessee)‏ هي مدينة تقع في مقاطعة هامبلين (تينيسي) بولاية تينيسي في وسط شرق الولايات المتحدة. تأسست عام 1787، تبلغ مساحة هذه المدينة 54.1 (كم²)، وترتفع عن سطح البحر 397 م، بلغ عدد سكانها 29137 نسمة في عام 2010 حسب إحصاء مكتب تعداد الولايات المتحدة وتصل الكثافة السكانية فيها 538.6 نسمة/كم2.

## التركيبة السكانية
حدّد مكتب تعداد الولايات المتحدة بيانات التركيبة السكانية لموريستاون في تعداد الولايات المتحدة. في ما يلي، التركيبة السكانية حسب تعدادي 2000 و2010.

### تعداد عام 2000
بلغ عدد سكان موريستاون 24,965 نسمة بحسب تعداد عام 2000، وبلغ عدد الأسر 10,270 أسرة وعدد العائلات 6,536 عائلة مقيمة في المدينة. في حين سجلت الكثافة السكانية 348.7 نسمة لكل كيلومتر مربع (903.1/ميل2). وبلغ عدد الوحدات السكنية 11,036 وحدة بمتوسط كثافة قدره 154.2 لكل كيلومتر مربع (399.4/ميل2).
وتوزع التركيب العرقي للمدينة بنسبة 83.73% من البيض و7.49% من الأمريكيين الأفارقة و0.30% من الأمريكيين الأصليين و0.68% من الأمريكيين ذوي الأصول الآسيوية و0.10% من سكان جزر المحيط الهادئ و6.31% من الأعراق الأخرى و1.39% من عرقين مختلطين أو أكثر و10.43% من الهسبانيون أو اللاتينيون من أي عرق.
بلغ عدد الأسر 10,270 أسرة كانت نسبة 32% منها لديها أطفال تحت سن الثامنة عشر تعيش معهم، وبلغت نسبة الأزواج القاطنين مع بعضهم البعض 44.2% من أصل المجموع الكلي للأسر، ونسبة 14.7% من الأسر كان لديها معيلات من الإناث دون وجود شريك،  بينما كانت نسبة 4.7% من الأسر لديها معيلون من الذكور دون وجود شريكة وكانت نسبة 36.4% من غير العائلات. تألفت نسبة 31.7% من أصل جميع الأسر من عدة أفراد يعيشون في نفس المنزل ونسبة 13% كانت تتألف من شخص يعيش بمفرده يبلغ من العمر 65 عاماً أو أكثر. وبلغ متوسط حجم الأسرة المعيشية 2.35، أما متوسط حجم العائلات فبلغ 2.91.
بلغ العمر الوسطي للسكان 36.1 عاماً. وكانت نسبة 22.5% من القاطنين تحت سن الثامنة عشر، وكانت نسبة 10.6% بين الثامنة عشر والرابعة والعشرين عاماً، ونسبة 27.7% كانت واقعةً في الفئة العمرية ما بين الخامسة والعشرين والرابعة والأربعين عاماً، ونسبة 21.6% كانت ما بين الخامسة والأربعين والرابعة والستين، ونسبة 14.3% كانت ضمن فئة الخامسة والستين عاماً فما فوق. يوجد لكل 100 أنثى 93.5 ذكر، ويوجد لكل 100 أنثى في الثامنة عشر من عمرها فما فوق 89.6 ذكر.
بلغ متوسط دخل الأسرة في المدينة 27,005 دولارًا، أما متوسط دخل العائلة فبلغ 33,391 دولارًا. وكان متوسط دخل الذكور 26,724 دولارًا مقابل 20,515 دولارًا للإناث. وسجل دخل الفرد الخاص بالمدينة 15,894 دولارًا. وكانت نسبة 14.6% من العائلات ونسبة 19.2% من السكان تحت خط الفقر، وكان من هؤلاء نسبة 26% تحت سن الثامنة عشر ونسبة 17.3% في الخامسة والستين من العمر وما فوق.

### تعداد عام 2010
بلغ عدد سكان موريستاون 29,137 نسمة بحسب تعداد عام 2010، وبلغ عدد الأسر 11,412 أسرة وعدد العائلات 7,278 عائلة مقيمة في المدينة. في حين سجلت الكثافة السكانية 407 نسمة لكل كيلومتر مربع (1,054.1/ميل2). وبلغ عدد الوحدات السكنية 12,705 وحدة بمتوسط كثافة قدره 177.5 لكل كيلومتر مربع (459.7/ميل2).
وتوزع التركيب العرقي للمدينة بنسبة 77.24% من البيض و6.68% من الأمريكيين الأفارقة و0.50% من الأمريكيين الأصليين و0.86% من الأمريكيين ذوي الأصول الآسيوية و0.15% من سكان جزر المحيط الهادئ و11.85% من الأعراق الأخرى و2.73% من عرقين مختلطين أو أكثر و19.71% من الهسبانيون أو اللاتينيون من أي عرق.
بلغ عدد الأسر 11,412 أسرة كانت نسبة 34% منها لديها أطفال تحت سن الثامنة عشر تعيش معهم، وبلغت نسبة الأزواج القاطنين مع بعضهم البعض 41.7% من أصل المجموع الكلي للأسر، ونسبة 16% من الأسر كان لديها معيلات من الإناث دون وجود شريك،  بينما كانت نسبة 6% من الأسر لديها معيلون من الذكور دون وجود شريكة وكانت نسبة 36.2% من غير العائلات. تألفت نسبة 31% من أصل جميع الأسر من عدة أفراد يعيشون في نفس المنزل ونسبة 13.9% كانت تتألف من شخص يعيش بمفرده يبلغ من العمر 65 عاماً أو أكثر. وبلغ متوسط حجم الأسرة المعيشية 2.47، أما متوسط حجم العائلات فبلغ 3.07.
بلغ العمر الوسطي للسكان 36.2 عاماً. وكانت نسبة 24.8% من القاطنين تحت سن الثامنة عشر، وكانت نسبة 9.5% بين الثامنة عشر والرابعة والعشرين عاماً، ونسبة 26.6% كانت واقعةً في الفئة العمرية ما بين الخامسة والعشرين والرابعة والأربعين عاماً، ونسبة 23.1% كانت ما بين الخامسة والأربعين والرابعة والستين، ونسبة 16% كانت ضمن فئة الخامسة والستين عاماً فما فوق. وتوزع التركيب الجنسي للسكان بنسبة 47.9% ذكور و52.1% إناث.

## أعلام
- جون أ. ويليس
- إيفيلين بريان جونسون
- راندي ساندرز
- تيم هورنر
- جيمس إي. بروس

## وصلات خارجية
- http://www.mymorristown.com
- The US50 - Cities and Towns in Tennessee State